# Holmger Knutsson
Holmger Knutsson (años 1210-1248) fue un noble sueco y pretendiente al trono de Suecia durante el reinado de Erico XI.
Holmger Knutsson era el hijo mayor del rey Canuto II Holmgersson y Elena Pedersdatter Strange. A la muerte de su padre en 1234, Holmger parece que iba a ser coronado rey, pero fue traicionado por el jarl Ulf Fase y el anterior rey Erico XI, quien había estado exiliado en Dinamarca desde 1229. No se conoce el paradero de Knutsson tras aquello, pero se especula que ocupó Gästrikland y el norte de Uppland los siguientes trece años.
Con el apoyo de los Folkung, Holmger intentó sin éxito tomar la corona en 1247. La batalla de Sparrsätra, cerca de Enköping, entre sus fuerzas y las de Birger Jarl. Según la Crónica de Erik, Knutsson huyó a Gästrikland, pero fue capturado y decapitado en 1248, tras un rápido juicio.
No parece haber habido una intención generalizada de santificar a Holmger, pero esta terminó cayendo en el olvido. Manuscritos posteriores muestran que se construyó una capilla consagrada a Holmger Knutsson en Björklinge, Uppland. Fue enterrado junto a su padre en la iglesia de Skokloster en Håbo, cerca de Upsala. Knutsson estaba casado con Helena Philipsdotter, pero no tuvo hijos conocidos.